# Герб Нижнеколымского улуса
Герб муниципального образования «Нижнеколымский район» Республики Саха (Якутия) Российской Федерации.
Герб утверждён решением Улусного Собрания депутатов муниципального образования «Нижнеколымский улус» № 7 от 11 марта 2005 года.
Герб внесён в Государственный геральдический регистр Российской Федерации под регистрационным номером № 2011.

## Описание герба
«В серебряном поле возникающий из-за лазоревой оконечности червленый диск, поверх всего — серебряный полярный медведь с черным носом и глазами. Во главе семь лазоревых дугообразно расположенных якутских алмазов (фигуры в виде поставленных на угол квадратов, каждый из которых расторгнут на шесть частей: накрест и наподобие двух сходящихся по сторонам стропил)».

## Описание символики герба
Основная фигура герба — белый медведь изображён на фоне солнечного диска. Красный цвет — символ солнца, тепла, который необходим для жителей Крайнего Севера.
Белый медведь отражает природно-климатические особенности Арктического улуса; олицетворение уверенности, твёрдости, доброй силы, спокойствия, миролюбивого характера многонационального населения улуса.
Серебряная Кайма символизирует чистоту, мудрость, радость. Лазоревая оконечность выражает огромные водные ресурсы муниципального образования: Нижнеколымский улус находится на берегу Северного Ледовитого океана и по нему протекает знаменитая река Колыма, впадающая в океан.
Алмазы в особой стилизации, аналогичной их стилизации в Государственном гербе Республики Саха (Якутия), обозначают административно-территориальную принадлежность муниципального образования к Республике Саха (Якутия).
Автор герба и компьютерный дизайн: Матвеев Артур Матвеевич (г. Якутск)".